# La Mailleraye-sur-Seine
La Mailleraye-sur-Seine est une ancienne commune française située dans le département de la Seine-Maritime en Normandie.
La commune fusionne avec Saint-Nicolas-de-Bliquetuit le 1er janvier 2016 pour former la commune nouvelle d'Arelaune-en-Seine et prend à cette date le statut de commune déléguée.

## Géographie

### Localisation
La commune se trouve en bordure de la Seine.
Elle fait partie du parc naturel régional des Boucles de la Seine normande.

## Toponymie
Ancienne commune de Guerbaville (Grabarvilla 1225) rattachée à la Mailleraye. Le domaine de Grabhard / Grabardus, nom de type germanique.
La forme La Mesleree est attestée en 1185-1207, de l'ancien français meslier, néflier.

## Histoire
- La commune créée en 1789 était dénommée en 1793 Guerbaville. Elle est renommée en 1910 La Mailleraye-sur-Seine, qui était jusqu'alors la dénomination du port de la commune[1],[2].

- Libération de la commune le 29 août 1944.

Les cinq communes constituant la  presqu’île de Brotonne avaient engagé de longue date une réflexion sur leur éventuelle fusion, réflexion accéléré par une réforme à la baisse des dotations de l’État aux communes, qui serait suspendue pour les communes qui décideraient de s'unir avant le 31 décembre 2015.
Dans ce cadre, la commune nouvelle d'Arelaune-en-Seine, issue du regroupement des deux seules communes de La Mailleraye-sur-Seine et Saint-Nicolas-de-Bliquetuit, qui deviennent à cette occasion des communes déléguées, est créée au 1er janvier 2016 par un arrêté préfectoral du 16 décembre 2015,,,.

## Politique et administration

### Liste des maires
| Période                                  | Période                        | Identité                                      | Étiquette | Qualité                                                              |
| ---------------------------------------- | ------------------------------ | --------------------------------------------- | --------- | -------------------------------------------------------------------- |
| Les données manquantes sont à compléter. |                                |                                               |           |                                                                      |
| 1804                                     | 1827                           | Mathurin André Nicolas Tuvache                |           | Propriétaire, marchand de bois                                       |
| 1804                                     | 1827                           | Pierre Dominique Touze[Passage problématique] |           | Notaire à Guerbaville                                                |
| 1827                                     | 1828                           | Mathurin Tuvache                              |           | Membre du conseil d'arrondissement                                   |
| 1848                                     | 1853                           | Pierre François Prudent Touze                 |           | Avocat à Rouen                                                       |
| 1856                                     | 1871                           | Mathurin Tuvache                              |           |                                                                      |
| 1871                                     | 1874                           | Charles Louis Joseph Corniquet                |           | Notaire de la commune de 1855 à 1881                                 |
| 1878                                     | 1881                           | Charles Louis Joseph Corniquet                |           | Notaire de la commune de 1855 à 1881                                 |
| 1882                                     | 1907                           | Stanislas Pasquier                            |           |                                                                      |
| mars 1907                                | novembre 1908                  | Jules Touze                                   |           |                                                                      |
| 1977                                     | 1983                           | Gérard Tertre                                 |           |                                                                      |
| Les données manquantes sont à compléter. |                                |                                               |           |                                                                      |
| mars 1995                                | mars 2001                      | Pascal Perreur                                |           |                                                                      |
| mars 2001                                | 2014                           | Christian Migraine                            | UDI (PR)  |                                                                      |
| 2014,                                    | En cours (au 16 décembre 2015) | André Leborgne                                |           | Devient maire délégué de La Mailleraye-sur-Seine le 1er janvier 2016 |

## Démographie

### Évolution démographique
L'évolution du nombre d'habitants est connue à travers les recensements de la population effectués dans la commune depuis 1793. À partir du 1er janvier 2009, les populations légales des communes sont publiées annuellement dans le cadre d'un recensement qui repose désormais sur une collecte d'information annuelle, concernant successivement tous les territoires communaux au cours d'une période de cinq ans. 
Pour les communes de moins de 10 000 habitants, une enquête de recensement portant sur toute la population est réalisée tous les cinq ans, les populations légales des années intermédiaires étant quant à elles estimées par interpolation ou extrapolation. Pour la commune, le premier recensement exhaustif entrant dans le cadre du nouveau dispositif a été réalisé en ,.
En 2013, la commune comptait 1 997 habitants.
| 1831  | 1836  | 1841  | 1846  | 1851  | 1856  | 1861  | 1866  | 1872  |
| ----- | ----- | ----- | ----- | ----- | ----- | ----- | ----- | ----- |
| 2 034 | 2 041 | 2 092 | 2 017 | 2 074 | 1 936 | 1 701 | 1 620 | 1 562 |

| 1876  | 1881  | 1886  | 1891  | 1896  | 1901  | 1906  | 1911  | 1921  |
| ----- | ----- | ----- | ----- | ----- | ----- | ----- | ----- | ----- |
| 1 473 | 1 390 | 1 354 | 1 280 | 1 152 | 1 144 | 1 164 | 1 198 | 1 280 |

| 1926  | 1931  | 1936  | 1946  | 1954  | 1962  | 1968  | 1975  | 2008  |
| ----- | ----- | ----- | ----- | ----- | ----- | ----- | ----- | ----- |
| 1 221 | 1 255 | 1 265 | 1 348 | 1 548 | 1 618 | 1 601 | 1 670 | 2 004 |

| 2013  | - | - | - | - | - | - | - | - |
| ----- | - | - | - | - | - | - | - | - |
| 1 997 | - | - | - | - | - | - | - | - |

Lors du recensement Insee de 2007, La Mailleraye-sur-Seine comptait 1 967 habitants (soit une augmentation de 7 % par rapport à 1999). La commune occupe le 5 043e rang au niveau national, alors qu'elle était au 5 003e en 1999, et le 85e au niveau départemental sur 745 communes.

### Pyramide des âges
La population de la commune est relativement âgée. Le taux de personnes d'un âge supérieur à 60 ans (24,4 %) est en effet supérieur au taux national (21,6 %) et au taux départemental (20,7 %). À l'instar des répartitions nationale et départementale, la population féminine de la commune est supérieure à la population masculine. Le taux (51,5 %) est du même ordre de grandeur que le taux national (51,6 %).					
La répartition de la population de la commune par tranches d'âge est, en 2007, la suivante :					
- 48,5 % d’hommes (0 à 14 ans = 18,4 %, 15 à 29 ans = 17,3 %, 30 à 44 ans = 20,6 %, 45 à 59 ans = 23 %, plus de 60 ans = 20,7 %) ;
- 51,5 % de femmes (0 à 14 ans = 19,4 %, 15 à 29 ans = 14,4 %, 30 à 44 ans = 20,1 %, 45 à 59 ans = 18,3 %, plus de 60 ans = 27,9 %).

| Hommes | Classe d’âge | Femmes |
| ------ | ------------ | ------ |
| 0,3    | 90 ans ou +  | 0,7    |
| 6,1    | 75 à 89 ans  | 10,9   |
| 14,3   | 60 à 74 ans  | 16,3   |
| 23,0   | 45 à 59 ans  | 18,3   |
| 20,6   | 30 à 44 ans  | 20,1   |
| 17,3   | 15 à 29 ans  | 14,4   |
| 18,4   | 0 à 14 ans   | 19,4   |

| Hommes | Classe d’âge | Femmes |
| ------ | ------------ | ------ |
| 0,3    | 90 ans ou +  | 1,1    |
| 5,6    | 75 à 89 ans  | 9,1    |
| 12,0   | 60 à 74 ans  | 13,2   |
| 20,9   | 45 à 59 ans  | 20,2   |
| 20,5   | 30 à 44 ans  | 19,5   |
| 20,9   | 15 à 29 ans  | 19,2   |
| 19,9   | 0 à 14 ans   | 17,8   |

## Culture locale et patrimoine

### Lieux et monuments
- Église Saint-Mathurin[17]
- Ancien relais de poste[18]
- Prieuré du Torps[19]

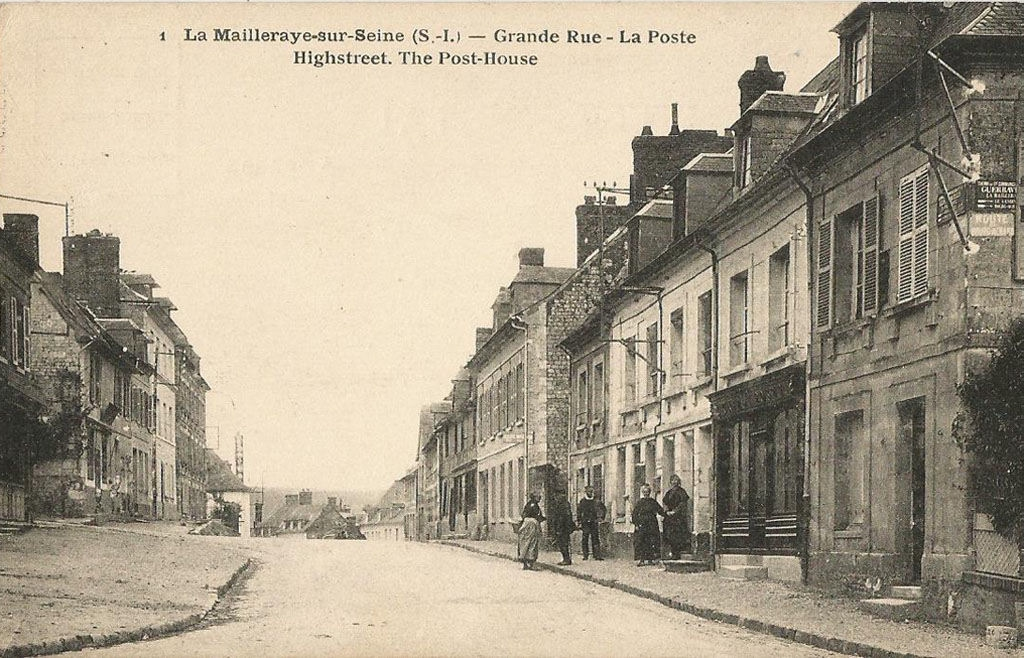
Carte postale de la Grand-Rue vers 1920.

- Presbytère du XVIIe siècle, transformé en médiathèque
- Château de la Mailleraye[20]

Seuls vestiges, la chapelle seigneuriale du XVIe siècle, consacrée en 1585, inscrite au titre des monuments historiques depuis le 20 février 1947, et le colombier, construit en brique et pierre au XVIIe siècle, avec sa curieuse corniche en pierre sculptée.
Situé sur la rive de la Seine, sur un terre plein entouré de fossés secs, boisé au XXIe siècle. Le château remonte aux XVIe et XVIIe siècles. Il se composait, sur le côté nord du terre-plein, d'un corps de logis cantonné par deux pavillons, prolongé en retour, parallèlement à la Seine, par un autre corps de logis, le tout construit entièrement en pierre et couvert en ardoise. La seigneurie de la Mailleraye appartenait au XVIe siècle à la maison de Moÿ. Au XVIIe siècle, Charlotte de Moÿ épouse Jacques de Grimouville, qui obtient du roi Louis XIV, en 1653, l'érection en marquisat de la terre de la Mailleraye et plusieurs fiefs environnants. En 1686, les héritiers de Louis de Grimouville vendent le château et son domaine à Marie Angélique Fabert, fille d'Abraham Fabert, maréchal de France, et seconde épouse en 1677 de François d'Harcourt, marquis de Beuvron. Ce dernier meurt en 1704 et est inhumé dans la chapelle de la Mailleraye. Son épouse lui survit jusqu'en 1730. En 1728, elle vend la Mailleraye au petit-fils issu du premier mariage de son époux, François d'Harcourt, 2e duc d'Harcourt , maréchal de France (1689-1750) . En 1751, les héritières de celui-ci vendent le marquisat de la Mailleraye au comte d'Houdetot, qui, après l'avoir fait ériger en 1753 en comté d'Houdetot la Mailleraye, le revend en 1755 à Anne Joseph Bonnier de La Mosson, épouse du 5e duc de Chaulnes. Le 30 décembre 1767, la duchesse de Chaulnes revend le comté d'Houdetot la Mailleraye à Adélaïde Louise Duhamel de Mellemont, épouse du marquis de Nagu. Celle-ci meurt à La Mailleraye en 1826, laissant la propriété à sa fille, Adélaïde Marie Céleste de Nagu, épouse de Victurnien Bonaventure de Rochechouart, marquis de Mortemart. Après le décès de celle-ci, en 1853, le château de la Mailleraye est vendu en 1854, puis démoli en 1857 , le parc et le domaine attenant sont démantelés.

### Personnalités liées à la commune
- François III d'Harcourt (1627-1705), marquis de Beuvron, de Beaufou et de la Mailleraye, comte de Sézanne, baron de Druval, etc., gouverneur du Vieux Palais de Rouen, lieutenant général au gouvernement de Normandie. Époux de Catherine Le Tellier de Tourneville (1628-1659) et en secondes noces d'Angélique Fabert (1648 - 1730), fille d'Abraham Fabert, maréchal de France, inhumée avec son époux à la Mailleraye.
- Louis Dumesnil (1743-1829), curé de la paroisse de la Mailleraye.
- Louis Pierre Édouard Bignon (1771-1841), ministre sous Napoléon Ier, baron de l'Empire, né dans la commune.
- Édouard Delamarre, député.
- Jules Corniquet (1867-1942), poète régionaliste normand né dans la commune.
- Renée Anquetil (née Déchamps) (1939-2015), enseignante à l'école communale Louis-Bignon, conseillère et adjointe municipale, membre fondateur des associations Club de marche de la Mailleraye et de l'Amicale laïque, à l'origine de la bibliothèque communale. Depuis septembre 2017, la médiathèque de La Mailleraye-sur-Seine / Arelaune-en-Seine, située dans l’éco-quartier de l’église, porte le nom de Renée Anquetil. La reconversion du presbytère, bâtiment patrimonial valorisé grâce à une architecture sobre, ouverte et contemporaine exprime l’ouverture et la convivialité d’un lieu de culture, échanges et animations multiples[28].

### Héraldique
| Armes de La Mailleraye-sur-Seine | Les armes de la commune de La Mailleraye-sur-Seine se blasonnent ainsi : de gueules fretté d’or. |